# A Map of Days
A Map of Days (Brasil: Mapa dos Dias ) é o quarto livro da série iniciada em 2011 com Miss Peregrine's Home for Peculiar Children escrito por Ransom Riggs. Foi lançado em 2 de outubro de 2018 pela Dutton Books. Assim como os outros títulos da série, Mapa dos Dias utiliza fotografias antigas para ilustrar alguns dos acontecimentos e personagens da história, sendo o primeiro com fotos coloridas. É o primeiro livro de uma nova trilogia que se passa nos Estados Unidos da América.

## Resumo
Minutos depois que ele é salvo por seus amigos de ser colocado em um manicômio, Jacob não acredita que seus amigos estejam em sua casa nos dias modernos. Depois que o resto dos Peculiares olha em volta de sua casa, ele ouve um barulho na garagem, onde Bronwyn observa seus pais e tios, e ele e a srta. Peregrine decidem ser os únicos a dar uma olhada. Bronwyn diz que eles entraram na porta da garagem e ela os nocauteou com um pouco de pó da Mother Dust (Mãe Poeira) depois que um dos tios de Jacob tentou enviar uma mensagem para sua esposa. Depois que eles decidem pedir pizza, Jacob o traz e o entregador, que é um colega de classe da escola, diz que a escola começa na semana seguinte. Jacob fica chocado com isso e questiona se ele realmente quer voltar. Durante o jantar, as crianças discutem o que desejam ver na América. Depois que Jacob faz um discurso, Hugh se sente ofendido por ter deixado Fiona de fora. Depois que ele sai, srta. Peregrine diz que eles estão procurando por Fiona da maneira que podem, mas desde que o ciclo em que ela desapareceu desmoronou, eles são incertos. Enquanto srta. Peregrine coloca os mais novos na cama, ele mostra a Emma seu quarto e eles compartilham um momento. Ela fica em silêncio quando vê a letra de Abe em um dos mapas que ele fez com Jacob. Naquela noite, ele divide seu quarto com Hugh e pensa em como pode equilibrar a vida normal e a peculiar, em vez de escolher uma sobre a outra.
Jacob acorda com as crianças peculiares que tomam café da manhã, descobre que Millard roubou a comida de uma loja próxima e srta. Peregrine o repreende por isso. Depois do café da manhã, todos vão à praia, exceto Hugh, que se oferece para assistir a família de Jacob. Jacob diz a ele como ligar para ele, caso eles acordem. Enquanto a senhorita Peregrine o informa sobre o que está acontecendo desde que ele partiu. Enquanto os outros brincam na água, Jacob pergunta à Srta. Peregrine se ele deve contar a seus pais sobre peculiaridades, ela acha que ele deveria tentar. Emma então o arrasta para a água e um minuto depois eles recebem a ligação de Hugh e correm de volta. Depois que a senhorita Peregrine apaga as memórias de seu tio e as envia para casa, Jacob leva seus pais para o quarto deles e espera que eles acordem. Quando o fazem, ele explica, mas ainda acha que ele é louco. Sua mãe, depois de ver os peculiares, desmaia. Seu pai é mais compreensivo e conta a Jacob uma vez que ele foi com seu pai em uma viagem, vendo Abe sendo levantado por uma força invisível e fazendo um barulho, ele corre para um campo de milho próximo e adormece quando acorda no quarto de motel e um ymbryne limpa a maior parte de sua memória. Ele diz que quer esquecer tudo e repreende Jacob por, aos seus olhos, ficar do lado de seu avô. Jacob fica com raiva e vai embora. Mais tarde, depois que a srta. Peregrine limpa suas memórias, ela conta a Jacob sobre seu relacionamento difícil com os próprios pais, por ter medo dela e ser evitado pela vila. Ele diz que quer deixar sua vida normal para trás e abraçar completamente o peculiarismo. Ela diz a ele que ele é destinado aos dois mundos, não apenas a um. Ela lhe dá dinheiro para levar os outros para comprar roupas modernas e pede que ele a encontre à noite.
Ele faz compras em turnos, primeiro levando Emma, Olive, Millard e Bronwyn com ele. À medida que avançam, ele dá uma volta errada e acabam na casa de Abe. Jacob encontra um sinal de venda no gramado e joga fora. Eles ouvem algo vindo do caminhão e o abrem para encontrar Enoch. Todos os seis vão para a casa e, achando uma bagunça, limpe-a como um adeus a Abe. Jacob os leva para o local onde Abe morreu e as crianças prestam seus respeitos. Ele fica enquanto Emma olha para o local e, momentos depois, são chamados de volta para casa. Os outros encontraram uma porta no chão e, após várias combinações fracassadas, tentam o apelido de infância dele, Tygrysku, e depois de atravessar um túnel, encontram um abrigo com um periscópio no gramado da frente. Eles concluem que Abe planejava usar isso para proteger sua família em caso de um ataque de etéreo. Depois de se perguntar por que Abe não o usou na noite em que morreu. Ele se assenta ao fato de que seu avô escolheu se sacrificar para salvá-lo. Millard encontra um diário de missão contendo missões que Abe continuou matando etéreos e salvando crianças peculiares de 1953 a 1985. Eles voltam para a casa de Jacob e informam aos outros o que encontraram. Ele encontra uma nota dizendo que seus pais saíram de férias na Ásia. Enquanto espera a Srta. Peregrine retornar, ele espia o livro de registro.
A senhorita Peregrine chega através de um galpão no quintal de Jacob através de um micro-fenda, uma pequena fenda que requer redefinição apenas uma ou duas vezes por mês, e ela os leva ao Recanto do Demônio. Eles são recebidos por Sharon, que foi encarregado do Panloopticon após a morte de Bentham. Eles vêem como a casa foi transformada em um terminal para viajantes peculiares e um abrigo para refugiados peculiares. Eles vão lá fora, onde Jacob é recebido por hordas de fãs que o elogiam por matar Caul. Peregrine diz a Jacob que eles precisam de uma cobertura que forneça esperança para os refugiados e medo para os outros remanescentes. Chegam à sede temporária do Conselho de Ymbrynes e são recebidos por Isabel Cookoo. Cada uma das crianças recebe tarefas do dia, das quais não se emocionam, e Jacob vai com srta. Peregrine e srta. Cookoo para a sala de reuniões das ymbrynes. Ele vê mapas da América ao longo das paredes. Eles dizem a ele como os peculiares americanos sempre foram difíceis de mapear, apenas as maiores facções eram conhecidas pelo conselho e incontáveis outras eram desconhecidas. Eles também dizem a ele como perderam contato com a América peculiar quando surgiram os etéreos. Após a explicação, eles dizem que ele deve falar sobre a batalha com Caul aos refugiados. Ele está confuso e pensou que foi designado para restabelecer laços com peculiaridades em seu país de origem. Eles dizem que, apesar de ser um herói de guerra, ele ainda é novo no mundo peculiar e acha que a reconstrução é uma questão mais urgente no momento, que eles precisam dele para melhorar a moral dos refugiados. Ele sai da sala, frustrado, e vê alguém que lhe parece vagamente familiar e vai perguntar. O homem diz repetidamente que nunca o viu antes. Peregrine e os outros chegam para ir para casa durante o dia;  antes de sair, srta. Peregrine diz a Jacob que ela conversará com ele mais tarde.
Eles voltam para a casa dele através de um atalho e encontram um peculiar aquático chamado Itch e sua família. Eles perguntam quando podem viver fora de laços como eles, dizem a ele que o procedimento é perigoso e tiveram a sorte de ter sobrevivido. Eles acusam Jacon e seus amigos de guardar a chave para a idade parar de redefinir para si mesmos e o chamam de falso profeta. Eles chegam tarde em sua casa e são repreendidos pela Srta. Peregrine. Depois do jantar, ele encontra uma foto do homem que viu anteriormente, Lester Noble Jr., e volta para o prédio do conselho. Ele confronta Lester, que diz que seu nome é Stevenson. No entanto, Jacob conta a ele como foi resgatado de um motel no Alabama dos anos 80, quando seu circuito dos anos 30 foi invadido. Ele tira o sotaque e leva Jacob para uma sala de arquivos. Ele diz que os Estados Unidos não têm ymbrynes e a sociedade peculiar do país está em caos. Ele lhe dá uma caixa de fósforos para um restaurante chinês na cidade de Nova York e diz para ele sair. Quando ele volta, Jacob olha para o restaurante, descobre que ele ainda está nos negócios e liga para o número. Uma voz atende o telefone, mas desliga quando ouve que Jacob está procurando por H. Ele liga novamente e diz que é neto de Abe e quer continuar o trabalho de seu avô. Ele explica que podia ver e controlar os etéreos. H aceita a oferta para encontrá-lo. Depois de desligar, ele entra e se reúne com Emma e diz a ela o que ele pretende fazer, e ela concorda em ajudar.
Jacob sonha com Caul e acorda sentindo um etéreo, ele pega uma faca e patrulha a propriedade antes de entrar depois que a ameaça desaparece. No dia seguinte, ele leva Olive, Claire, Horace, Hugh e Enoch ao shopping para comprar roupas atuais. As crianças estão admiradas com o shopping e as pessoas nele. Depois de comprar sua parte da roupa, eles voltam para a casa de Jacob. Ele descobre que Emma transformou um dos banheiros em um quarto escuro. Ele ajuda Emma a sair e eles se beijam até que ele recebe um telefonema de H dizendo para ele ir para a casa de Abe, sentar em seu estande e pedir o de sempre. Eles dirigem para um restaurante que ele e Abe foram. Ele senta-se no antigo estande e pede fígado e cebola, como de costume Abe. Ela lhes dá uma chave e eles vão para o fundo. Quando eles entram no freezer e são enviados para uma fenda onde um etéreo os ataca. Eles se afastam, mas quando ele está prestes a matá-lo, um homem diz para ele parar e ele chama o etéreo, Horatio, para ele. Ele se apresenta como H e diz que Jacob é contratado. H rapidamente diz a Jacob sobre sua linha de trabalho. Ele diz que o grupo deles consistia em si mesmo, Abe e mais dez. Ele conta que quatro deles podiam ver os etéreos, mas apenas ele e Abe podiam controlá-las. H diz a eles que as criaturas começaram a chegar aos Estados Unidos durante a década de 1950 e seu grupo caçava etéreos e resgatava crianças peculiares antes de enviá-las para fendas. Ele diz que, depois que as criaturas voltaram sua atenção para a Europa, eles deixaram os Estados Unidos em uma bagunça com as fendas desconectadas, ymbrynes quase inexistentes e vários clãs peculiares lutando pelo domínio. Ele lhes dá dois pacotes e diz para ele levar um para Mermaid Fantasyland, no centro da Flórida, e outro para Nova York. Eles voltam ao presente quando ouvem sirenes. A garçonete se apresenta como Norma Abernathy, uma semi-ymbryne, uma ymbryne que não pode se transformar em um pássaro ou criar fendas, apenas mantém as existentes. Quando eles saem, H diz para pegar outro carro no bunker de Abe. Quando eles chegam na casa dele, as outras crianças os questionam e eles dizem onde estavam e o que vão fazer. Enquanto alguns estão empolgados e querem acompanhá-los, a maioria fica atordoada e sente que está saindo da linha. Jacob diz que quem quiser ir com eles devem fazer as malas até as nove da manhã seguinte.
Enquanto arrumava as malas para a missão, Jacob nota um mapa do Mel-O-Dee marcado para Mermaid Fantasyland nos escritos de Abe em sua parede e o embala, junto com outros mapas, para ser seguro. Ao amanhecer, ele e Emma voltam para o bunker e encontram outro caminho escondido. Eles entram e descobrem que isso leva à casa do outro lado da rua, que está quase vazia, exceto pela garagem onde Abe mantinha dois carros, um Cadillac e um Aston Martin V8 Vintage de 1979, ele acha que o último é um Mustang. Eles deixam o carro dos pais para trás e pegam o Aston Martin. Quando eles chegam, perguntam a quem quer ir com eles. Depois de alguma persuasão, exceto Claire, que não quer enlouquecer srta. Peregrine, e Hugh, que quer procurar por Fiona na fenda dos animais. Eles decidem levar Millard, por suas habilidades furtivas e cartográficas, e Brownyn, por sua força, com eles. Dizem que a Srta. Peregrine está dormindo e Millard usou um pouco do pó da Mãe Poeira nela. Depois de verem o carro, eles percebem que a marca geralmente falha e Enoch, que conhece carros e afirma ser capaz de corrigi-los com sua peculiaridade, também é convidado. O grupo se despede.
O grupo segue para o norte na Interstate 75 o mais rápido possível. Jacob planeja colocar tanta distância entre eles e Miss Peregrine antes do anoitecer. Ele para para abastecer e os outros vão para o banheiro com os espectadores olhando para o chão bizarramente vestido. Ele os leva a um Mega Mart e, apesar dos outros se distraírem com tudo, eles obtêm roupas modernas e vão embora. No entanto, Millard dispara o alarme e o grupo volta para o carro. Chegam a Mermaid Fantasyland e vêem um homem e uma mulher com maquiagem de palhaço com a mulher vestida como uma sereia. Ela diz a eles para sair e ela e George, o homem, vão para o carnaval. Eles param quando mencionam indícios de serem peculiares. Eles param e mais dois saem, um homem de terno de urso e outro palhaço.  Eles pedem que o grupo fique, mas insistem em sair.  O homem fantasiado de urso começa a cantar e eles se sentem preguiçosos e cansados.  Os trabalhadores do carnaval olham alegres enquanto escapam.  Uma vez fora do alcance, eles se sentem bem.  Eles voltam à estrada e vêem um carro da polícia antiquado os seguindo.  A polícia sai e logo seu carro quebra.  Enoch verifica e não faz ideia de como se partiu.  Todo mundo pensa que foi sabotado.  Nesse momento, um garoto chega até eles e se apresenta como Paulo, e ele é peculiar.  Ele diz a eles que os peculiares das viagens geralmente quebram e diz para eles virem com ele.  Veja um sinal da Mansão Flamingo e vá.  Eles estão preocupados em entrar no circuito, mas entram quando o carro da polícia retorna.
Eles chegam ao motel e vão para o escritório, onde vêem Billie, uma mulher com três caniches de brinquedo.  Eles lhe entregam o pacote, guloseimas para cachorros e ela agradece.  Enquanto se dirigem para a garagem, são parados por um homem que se apresenta como Adelaide Pollard e se juntam a outra cadeira de rodas, chamada Al Potts.  Dizem a eles como as criaturas limparam a América de seus ymbrynes, deixando-os quase inexistentes, com a maioria deles sendo Demi-ymbrynes.  Eles também lhes dizem como são presos em um laço por uma gangue que os proíbe de usar suas peculiaridades.  Paul chega exatamente quando perguntam sobre um portal e diz que Portal é sua cidade natal na Geórgia com um loop próximo.  Eles pedem que ele vá com eles, mas ele diz que a estrada é perigosa.  Enoch então pede a Emma para soldar algumas peças para consertar o motor.  Nesse momento, a polícia falsa de Darryl e Jackson chega antes e exige dinheiro para proteção.  Emma e Brownyn se aproximam deles e, antes que eles possam reagir, Emma derruba a arma de Jackson na mão e Brownwyn vira o carro para Darryl.  Só então uma mulher, a Baronesa, aponta um terceiro bandido tentando fugir.  Ele exige carro e dinheiro, mas o poodle de Billie correu até ele, tendo crescido do tamanho de um hipopótamo, e arrancado a cabeça dele.  Os moradores do motel aplaudem e Jacob pede a Paul que os leve a Portal, o que ele concorda.
Quando estão prestes a atravessar o circuito, Paul ressalta que mais ladrões de estrada estão na entrada e ele lhes diz para usar o caminho de volta.  Eles voltam e Billie lhes dá as direções.  Eles dirigem até a fronteira estadual e, cansados, Jacob vê uma lanchonete e planeja comprar algo para comer.  No entanto, Paulo, que é negro, se recusa a entrar e Jacob percebe que, estando no sul profundo durante a década de 1960, eles estão na época da segregação.  Eles dizem aos outros e estão com nojo.  Quando um cozinheiro pergunta a eles sobre seu carro, Enoch diz que é de 1979 antes de perceber que eles estão em meados da década de 1960.  Eles vão embora assim que o cozinheiro chama um policial.  Eles dirigem até Portal, parando apenas três vezes para reabastecer, comprar laranjas e café ou usar o banheiro.  Quando eles alcançam Portal, Paul puxa uma equipe de funcionários da placa e os guia até a entrada em loop.  Ele os guia para um campo de milho e, pouco antes de colidir com uma fiança de milho, eles entram no circuito.  Paul diz a eles que eles estão em 1935 antes de serem recebidos por três adolescentes - Alene Norcross, June e Fern.  O grupo pede para se encontrar com quem está no comando, uma mulher chamada Miss Annie, eles dizem que ela está dormindo, mas estará acordada para o jantar.  Eles veem um adolescente, Reggie, treinando um filhote e um jovem branco chamado Hawley ouvindo os mortos falarem pelo rádio. Paul diz que são todos os adivinhos, peculiares que conseguem sentir as coisas.  Eles vão para a casa dele e se lavam para jantar.
No jantar, eles encontram mais dois residentes de Portal, Elmer, que travaram várias guerras, incluindo a Primeira Guerra Mundial e o Vietnã, e Joseph.  Enquanto comem, as crianças perguntam acidentalmente se conheceram Abe.  Eles descrevem alguém como ele, mas dizem que seu nome era Gandy, mostram uma foto a Jacob e ele percebe que Gandy é seu avô.  Eles mostram a ele uma foto de um H mais jovem e uma garota com quem ele viajou chamado V. Emma fica chocada com isso e exige saber mais sobre ela.  Nesse momento, a mulher com o tapa-olho que eles viram antes aparece e se revela como Annie.  Ela explica como os peculiares sempre foram uma raridade na América.  Ela diz que durante a escravidão, uma jovem manifestou a capacidade de voar, o que deu início aos normais ao seu redor.  Os pais foram procurar os chamados especialistas para ver se seus filhos seriam peculiares ou não, que eles pensavam serem filhos do diabo.  Eventualmente, a Organização surgiu, um grupo de normais empenhados em erradicar peculiaridades do país.  Eles começaram retirando os ymbrynes, que frequentemente tinham loop após vários loops, resultando em Demi-ymbrynes assumindo o papel de guardador de loop.  O racismo também foi difundido entre as peculiaridades americanas, resultando em muitos loops sendo exclusivos apenas dos brancos ou dos negros, às vezes além de permitir apenas que aqueles com poderes semelhantes ou idênticos residam em loops.  Na ausência dos ymbrynes, gangues peculiares começaram a surgir para ganhar mais território para si.  Na década de 1950, os hollowsgasts e wights começaram a chegar aos Estados Unidos, fazendo com que alguns grupos deixassem de lado suas diferenças e juntassem forças para se defender.  Eventualmente, as coisas se acalmaram e as gangues peculiares começaram a agir novamente.  Depois do jantar, Jacob ajuda Annie a sua casa e lhe entrega o outro pacote.  Em troca, ela entrega uma caixa de fósforos com um endereço na Carolina do Norte.  O grupo se despede e volta pela entrada do circuito.  Quando eles param no presente, Jacob sai e verifica seu telefone para encontrar duas dúzias de mensagens da Srta. Peregrine, ela diz que está brava por ele sair e levar algumas de suas enfermarias com ele e voltar imediatamente.  Ele volta para o carro e eles continuam.
Eles chegam ao local na Carolina do Norte, um restaurante de fast food chamado OK Burger, aberto 24 horas, e esperam por H antes de perceberem que precisam fazer o pedido, Brownwyn destrói o alto-falante por choque e puxa a janela  .  Quando Millard fala, o funcionário na janela dá a eles uma sacola de hambúrgueres e batatas fritas contendo uma carta com sua tarefa, para ir para uma escola no Brooklyn e extrair um adolescente peculiar recém-descoberto para fazer o loop 10044. Millard pede novamente e ele recebe uma sacola  de batatas fritas e rodelas de cebola com uma granada de mão, deixando Jacob concluir que é uma parada de suprimentos para caçadores ocos.  Quando eles chegam ao centro da Virgínia, Jacob pergunta a Emma se ela ainda ama seu avô.  Ela diz que depois que Abe partiu, ela deixou seus sentimentos por ele descontroladamente e desejou deixar Cairnholm e ir para a Flórida para ficar com ele, mas ela não permitia que ela se envolvesse enquanto ele passava aventuras.  Eles dirigem em silêncio até Enoch acordar e revelar que Emma falou com Abe ao telefone em um posto de gasolina.  Jacob fica bravo e encosta;  ele sai e Emma a segue, ela diz que só queria ouvi-lo uma última vez e dizer adeus.  Os dois então discutem e concordam em suspender o relacionamento.  Enquanto dirigem, eles recebem uma ligação de sua casa e os outros informam que a Srta. Peregrine está procurando por eles.  Horace diz que ele teve um sonho, dizendo para irem ao restaurante chinês e não ao continente antes de desligar.  Eles vão para o Brooklyn.
O grupo segue para a cidade de Nova York e chega à escola J. Edgar Hoover High School, exatamente como está deixando passar o dia.  Eles encontram um cartão postal de um hotel em que Abe ficou e descobrem que é um laço.  Assim como o vice-diretor da escola pergunta quem eles são, Jacob se afasta, enquanto deixa um sentimento vazio, mas mantém para si mesmo.  Eles chegam ao circuito, The Falls, em Staten Island, e conseguem um quarto depois de responderem perguntas sobre suas peculiaridades.  Eles examinam o registro da missão de Abe e Millard diz a ele que parece que seu avô pediu por algo que pudesse ser peculiar ou usado nas notícias.  De manhã, ele é o primeiro a se arrumar e olha as notícias da escola.  Ele descobre que, durante uma assembléia, as luzes do auditório se apagaram e as luzes auxiliares do gerador falharam junto com as lanternas dos telefones dos alunos.  Ele lê um comentário no artigo de um aluno sobre uma granada que sai no banheiro feminino, mas, além das paredes chamuscadas, nada foi danificado.  Ele volta para os outros e os informa, e eles acham que o peculiar pode manipular eletricidade ou luz.  Depois que os outros se preparam, eles partem.
Eles chegam à escola e estacionam a alguns quarteirões antes de entrar com os alunos.  Eles se dividem em grupos, Brownyn e Enoch vão para o ginásio, Millard vai para o escritório principal e Jacob e Emma vão para o refeitório.  Depois de pegar comida, eles se sentam com um grupo de crianças e perguntam sobre o blecaute, um dos estudantes que estava lá, Jon, diz que viu a saída de emergência se abrir, mas nenhuma luz entrou apesar de ser um dia ensolarado.  Nesse momento, o homem do dia anterior e outra mulher agarram os dois e estão prestes a arrastá-los, mas eles escapam antes de serem encurralados pelo time de basquete: várias garotas gritam para a frente e usam isso como diversão.  Eles descobrem que Enoch ressuscitou gatos no laboratório de biologia quando eles encontram ele e Brownyn.  Ela lhes dá uma descrição da garota antes de Emma acionar o alarme de incêndio.  Eles encontram Millard no estacionamento e dizem que ele conheceu um amigo do peculiar que concordou em se encontrar com eles em um café depois da escola.  Enquanto esperam, Millard descobre que o número é um código postal para uma ilha no East River.  Eles vão para o café e se encontram com Lilly, a amiga do peculiar, que eles convencem a contar sobre o peculiar, Noor.  Lilly diz que há pessoas que dirigem utilitários esportivos pretos com janelas escuras.  Só então eles veem um dos SUVs com uma janela aberta e eles saem enquanto Lilly conta a Noor sobre eles.
Eles entram no carro e Lilly os leva a um armazém abandonado.  Quando eles chegam, Jacob recebe um telefonema de H que diz para ele abortar a missão de uma vez, ele desliga e não diz aos outros.  Ela os leva a uma parte central do armazém e eles conhecem Noor.  Eles contam suas histórias e demonstram suas habilidades antes que ela conte sobre si mesma.  Eles explicam o mundo peculiar a Noor antes de ouvirem um helicóptero.  Eles saem e vêem um helicóptero elogiando uma lata de gás lacrimogêneo.  Eles vão para dentro com Brownwyn carregando Lilly.  Enquanto correm, Noor absorve a luz e a armazena dentro dela.  Eles estão em uma sala quando dois homens armados entram. Eles ouvem o telefone de Jacob e pedem ajuda.  Antes que eles consigam, Noor libera a luz e cega seus atacantes.  Um deles aponta sua arma, mas Brownwyn o joga através de uma parede e eles usam o buraco para escapar.  Eles saem e pegam o metrô para Manhattan.  Enquanto andam de trem, acreditam que o ciclo pode estar comprometido.  Jacob convida Noor para voltar com eles para sua casa.  Ela não tem certeza a princípio, mas finalmente concorda.  Só então Brownwyn cai no chão e revela que foi baleada com um dardo.  Ela diz que pensou que poderia vencer o que estava no dardo antes de desmaiar.
Eles carregam Bronwyn para fora do metrô na próxima parada e pedem freneticamente o hospital mais próximo.  Ao se aproximarem, são parados pelo cheiro de suas comidas favoritas vindas de um restaurante próximo e entram no restaurante.  Uma mulher chamada Beatrice lhes dá comida antes de convidá-los para o andar de cima para descansar, ela leva todos eles, exceto Lilly.  O resto deles entra em um ciclo e vê um par de garotas esfregando o chão dizendo para correr, um garoto sendo ensinado latim por um tutor e um palhaço cantando parabéns para alguém chamado Frankie.  Eles chegam a uma sala cheia de bonecas e conhecem uma garota chamada Frankie, ela pergunta o nome deles e eles respondem perfeitamente, ela chama o Tutor, que ela chama de "Cocô", e pergunta o que fazer com eles.  Quando ele sugere que eles os vendam, ela lambe suas bonecas e chama os líderes do clã de Nova York juntos, e eles desmaiam.  Todos eles acordam amarrados a cadeiras e incapazes de falar, exceto Enoch, devido ao fato de Frankie gostar dele, e são recebidos pelos líderes de três clãs, Wreck Donovan, Angelica e Dogface.  Depois de uma breve briga entre os líderes, Frankie inicia o aution.  Ela bate em Bronwyn com a bengala e Jacob grita para ela parar.  Enquanto Frankie se dirige para ele, Emma, que queimou a corda nas mãos, o corpo bate em Frankie e acende a palma da mão.  Bronwyn se liberta e liberta os outros.  Depois que Millard diz a eles que os ymbrynes os punirão por isso, os líderes do clã ficam intrigados, mas não baixam a guarda.  Eles perguntam quem são e os informam que eles, mas a maioria de Jacob, é a razão pela qual as criaturas estão mortas ou presas enquanto Brownyn liberta as outras.  Depois que Jacob deixa escapar que Noor está isolado, os líderes do guindaste ficam assustados e Donovan sinaliza para alguém.  Como alarmes, eles agrupam as folhas sem Enoch e se encontram na década de 1920 e cercados por bandidos com armas.  Eles são rapidamente subjugados e vendados.
O grupo é colocado em uma van e conduzido para um prédio semelhante a um bar onde ele, Emma, Brownwyn e Millard são levados diante de Leo Burnham, ele os acusa de invadir seu território e os acusa de serem californianos, apesar de dizerem que eram britânicos.  pergunte sobre Noor e Leo diz que ela está em outro lugar do prédio.  Leo também repreende Wreck e Angelica, que também foram levadas por Dogface, que fugiu, por participar de um leilão ilegal.  Ele os levou para interrogatório.  O interrogador faz perguntas a Jacob sobre si mesmo e eles começam a acreditar em Jacob até que ele menciona H e seu avô como Gandy.  Depois disso, ele é levado para Leo, que diz que seu avô roubou sua neta Agatha e presumivelmente a matou junto com outras crianças.  Ele bate em Jacob e decide matá-lo pelas ações de seu avô.  Enquanto ele espera por sua execução, ele conclui que as criaturas devem ter se disfarçado como ele e enquadrado Abe.  Nesse momento, Leo chega até ele e mostra uma foto da Baronesa, sua irmã cujo nome verdadeiro é Donna.  Ela contou a ele o que ele e seus amigos fizeram no Flamingo Manor e o perdoou.  Quando Jacob é libertado, ele é recebido pela senhorita Peregrine, que olha para ele com uma mistura de raiva e alívio.  Ele conhece seus amigos do lado de fora e eles dizem que Enoque escapou e chegou ao Acre.  Quando ele pergunta sobre Noor, Leo diz que ela ficará com ele.  Eles são recebidos pela Srta. Cuckoo e um terceiro ymbryne, que parecem zangados.  Enquanto eles se afastam, Miss Peregrine diz a Jacob para ficar quieto.
Eles são levados através de um loop em Manhattan até o Arce, onde Jacob é tratado por um homem chamado Rafael.  Emma, Millard, Brownwyn e Enoch entram na sala para conversar com ele.  Peregrine aparece logo depois e revela que os ymbrynes estavam trabalhando em um tratado de paz entre os clãs e eles mesmos.  Ela os repreende e diz que, por causa deles, o processo foi marcado para quase o começo.  Jacob pergunta por que ela não contou a eles e ela diz que as informações são confidenciais, apenas para ymbrynes.  Ela dá um castigo a cada um deles.  Jacob pergunta a ela sobre Noor, e ela diz que levou tudo o que o conselho precisava para que Leo os libertasse, e ela diz que não, porque peculiaridades isoladas são valiosas para os clãs.  Ela diz que durante o tempo de seu avô era aceitável tirar peculiares não contatados de outros territórios, mas o ato é atualmente uma ofensa punível devido à raridade de peculiaridades de recém-nascidos.  Antes de sair, ela diz que Noor não é problema deles e se ela corre algum perigo, a culpa é de Jacob.  Ela sai e os outros logo seguem o exemplo.  Antes que ela vá embora, Emma diz a Jacob que ele não é Abe e que ele deveria parar de tentar ser.  Enquanto Rafael o cura, ele vê que o primeiro que ele pode culpar é seu avô por não lhe falar sobre peculiaridades.  Ele manca de volta para sua casa e liga para H, que ele pode sentir que está bravo com ele, mas o perdoou.  Ele pergunta por que Abe nunca lhe falou sobre peculiaridades, H diz que seu avô queria que ele tivesse uma vida normal, mas morreu antes que ele tivesse a chance.  Ele pergunta sobre as pistas e H diz que o estava preparando para o caso de ele morrer.  H diz que vai fazer um último trabalho e se aposentar, Jacob sente que isso tem algo a ver com Noor e pede para aparecer, H nega isso e desliga.
Jacob muda de roupa antes de voltar para o Panloopticon para ir ao circuito de Manhattan.  Ele encontra Sharon, que pergunta por que ele não está indo para o zoológico da senhorita Wren.  Jacob diz a ele que eles não pretendiam arruinar as negociações, mas Sharon expressa seu entendimento, ele sente que os ymbrynes estão muito acostumados a administrar peculiaridades por si mesmos e calar as sugestões do resto da espécie.  Ele conta a Jacob de uma reunião entre outras pessoas que se sentem assim no sábado e o convida a participar. Jacob aceita, mas vê que não está indo contra os ymbrynes, Sharon feliz e dando-lhe um ingresso para qualquer lugar.  Ele dirige-se ao circuito, em 8 de fevereiro de 1937, e veste um casaco para evitar a suspensão até chegar à membrana traseira.  Quando ele volta ao presente, ele fala no restaurante.  Ele a encontra e um homem o aponta para um prédio de apartamentos nas proximidades.  Ele usa Horatio para se guiar até H e, quando chega no chão, encontra o salão desprovido de luz.  Ele vai até o apartamento de H e encontra H morrendo no chão, com Horatio por cima dele e Noor inconsciente no sofá.  Ele descobre que Noor salvou a vida de H no caminho de casa, pouco antes de eles chegarem.  Jacob percebe que Horatio está chorando por H, que diz a Jacob para procurar V e levar Noor com ele.  H diz que Noor, juntamente com seis outros peculiares, é um grupo de sete peculiares profetizados que trarão peculiaridade a uma nova era.  Ele pergunta a H sobre as crianças que Leo disse que Abe matou.  Ele diz que, apesar de não matar as próprias crianças, elas são responsáveis por suas mortes.  Ele diz a Jacob que um grupo de normais ainda está por aí tentando erradicar a peculiaridade.  H pede que ele se afaste e Horatio come os olhos enquanto morre.  Jacob desvia o olhar e, quando ele volta, H está morto e Horatio está se transformando em uma criatura.  Noor acorda e se assusta com a transformação e libera a luz em seu corpo.  Quando ela para, Horatio está na janela apontando para um cofre que foi aberto com um mapa, dinheiro e uma foto de uma cidade.  Horatio diz a eles as coordenadas, E-six e D-five, e que olhem no coração da tempestade antes de pular pela janela.  Jacob convence Noor a ir com ele e eles partem para encontrar V.